# مصطفى شجاعي
مصطفى شجاعي (بالفارسية: مصطفی شجاعی) هو لاعب كرة قدم إيراني في مركز الهجوم، ولد في 27 مارس 1983 في كرمان في إيران. لعب مع نادي بيكان ونادي ذوب آهن أصفهان ونادي مس كرمان.